# Hamlet (film 1990)
Hamlet – brytyjsko-francusko-amerykański dramat filmowy z 1990 roku w reżyserii Franco Zeffirellego, zrealizowany na podstawie sztuki pod tym samym tytułem autorstwa Williama Shakespeare’a. Mel Gibson wystąpił w roli tytułowej, Glenn Close w roli królowej Gertrudy, a Helena Bonham Carter zagrała Ofelię.
Zdjęcia do filmu kręcono w Szkocji (na zamkach Dunnottar i Blackness, w Stonehaven) oraz w Anglii (na zamku w Dover).

## Obsada
- Mel Gibson – Hamlet
- Glenn Close – Gertruda
- Helena Bonham Carter – Ofelia
- Stephen Dillane – Horatio
- Ian Holm – Poloniusz
- Nathaniel Parker – Laertes
- Sean Murray – Guildenstern
- Richard Warwick – Bernardo
- Christien Anholt – Marcellus
- Alan Bates – Claudius
- Paul Scofield – duch Ojca
- Michael Maloney –Rosencrantz
- Trevor Peacock – Grabarz
- Pete Postlethwaite – aktor grający króla
- John McEnery – Osric

## Nagrody
W 1991 roku film nominowany był do Oscara za najlepszą scenografię oraz za najlepsze kostiumy. W tym samym roku nominowano go również do nagrody BAFTA (Alan Bates za najlepszą rolę drugoplanową).